# 수프리에르산 (과들루프)
수프리에르산(프랑스어: La Grande Soufrière)은 과들루프의 바스테르 섬에 있는 화산으로, 성층 화산이며, 활화산이다. 높이 1,467m로 소앤틸리스 제도에서 가장 높은 산이다.
이 산은 유황이 매우 많기로 유명하다. 현재 과들루프 국립공원으로 지정되어 있다.